# Stefan Sikorski (sportowiec)
Stefan Sikorski (ur. 5 października 1907 w Warszawie, zm. 13 listopada 1940 w Mauthausen-Gusen) – polski lekkoatleta, wielokrotny mistrz i rekordzista Polski.

## Życiorys
Był czołowym polskim lekkoatletą okresu międzywojennego. Startował przede wszystkim w skoku w dal, trójskoku i biegu na 100 metrów. Choroba uniemożliwiła mu start w igrzyskach olimpijskich w 1928 w Amsterdamie.
Zdobył dwadzieścia cztery medale mistrzostw Polski:
- osiem złotych: w biegu na 100 m w 1933, w skoku w dal w 1926, 1927 i 1933 oraz w trójskoku w 1926, 1927, 1928 i 1929;
- osiem srebrnych: w biegu na 100 m w 1928, w sztafecie 4 × 100 m w 1927 i 1932, w sztafecie 4 × 400 m w 1927, w skoku w dal w 1928 i 1929 oraz w trójskoku w 1932 i 1933;
- osiem brązowych: w  biegu na 100 m w 1929 i 1932, w sztafecie 4 × 100 m w 1928 i 1929, w skoku w dal w 1934, 1935 i 1936 oraz w trójskoku w 1936[3].

Był też złotym medalistą halowych mistrzostw Polski w biegu na 50 metrów w 1933 i 1935, w skoku w dal w 1934 i w sztafecie 6 × 50 m w 1935, a także srebrnym medalistą w biegu na 50 m w1937.
Wielokrotnie był rekordzistą Polski:
- bieg na 60 metrów – 6,8 s (20 września 1928, Warszawa) i 6,7 s (15 czerwca 1933, Warszawa)
- bieg na 200 metrów – 22,2 s (1 września 1929, Warszawa)[5]
- sztafeta 4 × 100 metrów – 43,4 s (31 sierpnia 1929, Warszawa)[6]
- sztafeta olimpijska – 3;26,0 s (8 sierpnia 1931, Pardubice)
- skok w dal – 6,76 m (29 kwietnia 1926, Warszawa); 6,85 m (5 czerwca 1927, Poznań; 7,03 m (7 października 1928, Warszawa); 7,12 m (15 czerwca 1929, Wilno); 7,26 m (1 września 1929, Warszawa) i 7,32 m (26 czerwca 1931, Wilno)[7]
- trójskok – 13,08 m (20 maja 1926, Warszawa); 13,82 m (31 sierpnia 1928, Warszawa) i 13,92 m (5 lipca 1929, Poznań)[8]

W latach 1926-1935 wystąpił w siedemnastu meczach reprezentacji Polski (36 startów), odnosząc 11 zwycięstw indywidualnych.
Rekordy życiowe Sikorskiego:
- bieg na 60 metrów – 6,7 s (15 czerwca 1933, Warszawa)
- bieg na 100 metrów – 10,9 s (27 września 1930, Poznań)
- bieg na 200 metrów – 22,2 s (1 września 1929, Warszawa)
- bieg na 200 metrów przez płotki – 28,6 s (5 października 1930, Królewska Huta)
- skok w dal – 7,32 m (26 czerwca 1931, Wilno)
- trójskok – 14,16 m (28 maja 1933, Warszawa)

Był zawodnikiem Polonii Warszawa (1925-1929), Stadionu Królewska Huta (1930), ponownie Polonii Warszawa (1931-1934), Policyjnego KS Warszawa (1935) i Fortu Bema Warszawa (1936).
W kwietniu 1940 został aresztowany za przynależność do tajnej organizacji ruchu oporu i posiadanie broni palnej. Został skazany na karę śmierci przez sąd SS. Był więziony na Pawiaku. 2 maja 1940 został wywieziony do obozu Sachsenhausen, a stamtąd 1 czerwca 1940 do Mauthausen-Gusen, gdzie został rozstrzelany 13 listopada tego roku.